# Телохранитель (фильм, 1992)
«Телохрани́тель» (англ. The Bodyguard) — кинофильм 1992 года режиссёра Мика Джексона, с Кевином Костнером и Уитни Хьюстон в главных ролях. Сюжет повествует о работе профессионального телохранителя и об истории любви, возникшей между ним и его клиенткой. Фильм получил негативные отзывы от кинокритиков.

## Сюжет
Действие начинается с того, что Фрэнк Фармер пристреливает убийцу, защищая очередного своего клиента. Тот, преисполненный благодарности, предлагает ему продолжить работу, но Фармер отказывается, так как предпочитает менять клиентов. Раньше Фрэнк работал в Секретной службе, охраняя президентов Картера и Рейгана, но ушёл после покушения на Рейгана, хотя в тот день у него был выходной.
На него выходит Билл Девейни, менеджер и друг известной певицы Рейчел Мэррон. Девейни сообщает, что её преследует некий маньяк, присылающий письма с угрозами: ему уже удавалось проникнуть в дом Рейчел, в другой раз в её гримерке взорвалась бомба.
Фармер соглашается приехать и познакомиться с Рейчел. Он видит, что, фактически, Мэррон не охраняют: в её дом может проникнуть кто угодно. Она сама не осознает опасности и хотя ей с первого взгляда нравится Фрэнк, не хочет менять образ жизни. Фрэнк отказывается от работы, но Девейни все-таки убеждает его, что Рейчел находится в опасности, просто её окружение предпочитает скрывать от неё многие факты: письма с угрозами, проникновение в её спальню извращенца, о бомбе в гримерке она не знает — ей сказали про короткое замыкание в проводке. Кроме того, Фрэнк проникается симпатией к маленькому сыну Рейчел. Он соглашается работать с ней и за несколько недель полностью меняет систему безопасности.
Многолетний телохранитель Тони и водитель Рейчел Генри, проникаются к нему доверием и становятся его друзьями. Восьмилетний Флетчер, растущий без отца, находит во Фрэнке образец для подражания, а Никки, сестра Рейчел, пытается флиртовать с телохранителем.
Сама Рейчел считает действия Фрэнка граничащими с паранойей, ей с трудом даются перемены. Кроме того, её, красивую и одинокую женщину, раздражает подчеркнутая отстраненность её телохранителя. Сам он тоже чувствует её привлекательность и старается быть с ней ещё холоднее.
Но после того, как Фрэнк вырывает Рейчел из рук беснующихся фанатов, лёд между ними тает: Рейчел приглашает Фрэнка на свидание, после чего они проводят вместе ночь. Фармер понимает, что связь с Рейчел ослабит его способность защищать её, и прекращает их начавшийся роман. Вскоре Рейчел понимает всю серьёзность угрозы, после того как неизвестный преследователь дозванивается до неё и даёт ей понять, что был в её доме. Она соглашается следовать указаниям Фрэнка, если хочет дожить до своего триумфа — церемонии вручения премии «Оскар».
Фрэнк приглашает её с семьёй в уединённый дом в горах к своему отцу. На следующий день он находит следы около дома и, заподозрив неладное, спасает сына Рейчел, вытолкнув его из заминированной лодки. Машины выведены из строя, связь оборвана. Никки под впечатлением от покушения на Флетчера признаётся Фрэнку, что это она виновна в покушениях на Рейчел. Когда Рейчел стала получать письма от сумасшедшего поклонника, Никки наняла киллера из зависти к успехам сестры(обе сестры начинали в одном ансамбле, но звездой стала Рейчел,а Никки прозябает у неё в секретаршах, к тому же, сооснователь ансамбля Джонни, влюблённый сперва в Никки, тоже выбрал Рейчел и женился некогда на ней,став отцом Флетчера)  , чтобы все подозрения пали на автора писем, а не на неё . И лишь покушение на Флетчера, как две капли воды похожего на своего покойного отца Джонни, к которому Никки ещё испытывает тёплые чувства, хотя Джонни и выбрал Рейчел, образумило Никки. Ночью киллер проникает в дом, но по ошибке убивает Никки и скрывается. Полиция арестовывает сумасшедшего, присылавшего письма Рейчел, но Фрэнк понимает, что им противостоит опытный профессионал, который постарается довести дело до конца.
Наступает день вручения «Оскара». Фрэнк понимает, что убийца попытается закончить своё дело, когда Рейчел выйдет на сцену. В кулуарах он встречает бывшего коллегу Портмана и по его обмолвке догадывается, что он и есть тот самый киллер. Портман, под видом оператора, стреляет из оружия, замаскированного в кинокамере, но Фрэнк выбегает на сцену и закрывает Рейчел от пуль своим телом. Портман прицеливается вновь, но Фрэнк скашивает его ответными выстрелами. Окрепнув после ранения, Фрэнк прощается с Рейчел и её новым телохранителем, и находит другого клиента.

## В ролях
Я была до смерти напугана ролью в «Телохранителе». Это же Кевин Костнер, понимаете? Я спросила: «Почему я?» Он ответил: «Потому что ты единственная, кто может петь».
- Кевин Костнер — Фрэнк Фармер
- Уитни Хьюстон — Рейчел Мэррон
- Гэри Кемп[англ.] — Сай Спектор
- Томас Арана — Грег Портман
- Билл Коббс — Билл Девейни
- Ральф Уэйт — Херб Фармер
- Мишель Ламар Ричардс — Никки Мэррон
- Натаниель Паркер — Клайв Хили
- Этель Эйлер — Эмма
- Майк Старр — Тони Скипелли
- Ричард Шифф — Скип Томас

## Музыка
Большую долю известности фильму принесло исполнение Уитни Хьюстон композиций «I Will Always Love You» и «I Have Nothing». Песни «Run to You» и «I Have Nothing» были номинированы на Оскар в категории Лучшая песня к фильму. Саундтрек к «Телохранителю», включая композицию «I Will Always Love You», вошёл в список 50 самых продаваемых музыкальных альбомов XX века.

## Премии
- 1993 — MTV Movie award в двух категориях
- 1993 — Премия «Грэмми» в двух категориях
- 1993 — Номинация на «Оскар» (лучшая песня).
- 1993 — Номинация на премию «Золотая малина», за худшую мужскую роль, за худшую женскую роль, а также ещё в пяти категориях.

## Ремейк
В феврале 2021 года стало известно, что студия Warner планировала снять новую версию фильма «Телохранителя». По состоянию на 2022 год подтверждения о продолжении работ над картиной не поступало.